# Anna Maria Thelott
Anna Maria Thelott, född omkring 1683 i Uppsala, död 1710 i Stockholm, var en svensk målare, kopparstickare, träsnidare och illustratör.

## Biografi
Anna Maria Thelott var dotter till ur- och instrumentmakaren Philip Jacob Thelott och Anna Carsovius samt syster till akademiritmästaren Philip Jacob Thelott och halvsyster till Hans Philip Thelott och Olof Thelott.
Anna Maria Thelott fick sin utbildning i Uppsala av sin far där hon tillsammans med sina syskon illustrerade Olof Rudbecks Atlantica och  Campus Elysii. Efter Uppsala stadsbrand 1702 flyttade hon med föräldrarna till Stockholm där hon bidrog till familjens försörjning genom att arbeta med träsnitt, kopparstick och teckningar till olika böcker.
Bland hennes mer kända arbeten märks ett antal prospekt över sachsiska städer som medföljde Posttidningen 1706. I Uppsala universitetsbibliotek förvaras hennes skissbok där hon 1704–1709 utförde allegoriska och religiösa motiv, figurstudier, porträtt, djurbilder och landskapsskildringar i akvarell, blyerts och gouache.
Thelott är troligen upphovsman till illustrationerna i Johan Peringskiölds En book af menniskiones slächt och Jesu Christi börd från 1713 och frontespisen till Johann Burchwards Oratio passionalis, dessutom hjälpte hon sin bror Philip Jacob Thelott att rita av erövrade artilleripjäser för kronans räkning. Hon utförde illustrationer genom en rad olika metoder. Hon använde sig av träsnitt, kopparstick, teckning och tusch. Bland hennes motiv fanns kartor, allegoriska och religiösa motiv, djur och landskapsmålningar. Hon utförde även miniatyrer som signerades Anna Maria Thelotten.
Anna Maria Thelott avled i Stockholm som ett offer för den sista Pesten i Sverige 1710–1713. Thelott är representerad vid Armémuseum i Stockholm.